# Diabelska Kręgielnia
Diabelska Kręgielnia – rozbudowany system wąwozów utworzonych w utworach lessowych Wzgórz Strzelińskich zlokalizowany na wschodnich stokach Gromnika. Wąwozy Diabelskiej Kręgielni rozcinają płaty lessów na głębokość do 8 m. Najdłuższe formy dolinne osiągają tu do 750 m długości.

## Położenie
Diabelska Kręgielnia znajduje się na obszarze mezoregionu Wzgórz Niemczańsko-Strzelińskich w centralnej części Wzgórz Strzelińskich, na wschodnich stokach Gromnika, na północny wschód od miejscowości Samborowiczki. Zajmuje obszar ok. 20 ha, rozciągający się na ok. 500 m w poprzek stoku na długości do 1500 m wzdłuż stoku. Znajduje się na wysokościach od ok. 230 m n.p.m. do 320 m n.p.m. Najbliższy szczyt – Gromnik – ma wysokość 390 m n.p.m.

## Charakterystyka

### Geologia
Wąwozy Diabelskiej Kręgielni wykształcone są w płatach lessów zajmujących wierzchowinowe partie Wzgórz Strzelińskich. Pokrywy lessowe to osady eoliczne tworzące się w warunkach klimatu peryglacjalnego, który panował na tym terenie m.in. w czasie zlodowacenia północnopolskiego. Powstanie sieci wąwozów datuje się na późny plejstocen, holocen.

### Geomorfologia
System wąwozów Diabelskiej Kręgielni nie jest jedynym z występujących we Wzgórzach Strzelińskich: pozostałe to: Wąwozy Pogródki (okolice Romanowa), Zakrzowskie Wąwozy (rejon Zakrzowa) i wąwozy okolic Nowolesia. System ten reprezentuje rzeźbę lessową, dość unikatową w skali Sudetów i ich Przedgórza. Wąwozy rozwinęły się w osiach suchych dolin denudacyjnych. Gęstość sieci wąwozowej Wzgórz Strzelińskich oscyluje w przedziale 0,6 – 2,9 km·km−2. Obecnie sieć wąwozów Diabelskiej Kręgielni uznaje się za nieaktywną formę terenu; dalszy rozwój form jest hamowany przez obecność pokrywy roślinnej. Współczesną dynamikę procesów rzeźbotwórczych kreują tu procesy sufozji (obecne w terenie pseudokrasowe formy rzeźby: kociołki i leje sufozyjne) oraz działalność zwierząt (nory, jamy) i korzeni drzew. Część wąwozów przyjęła już formę parowu, jednak w terenie wciąż widoczne są charakterystyczne dla wąwozów pionowe urwiska zamykające wąwóz czy progi denudacyjne w dnie wąwozu.

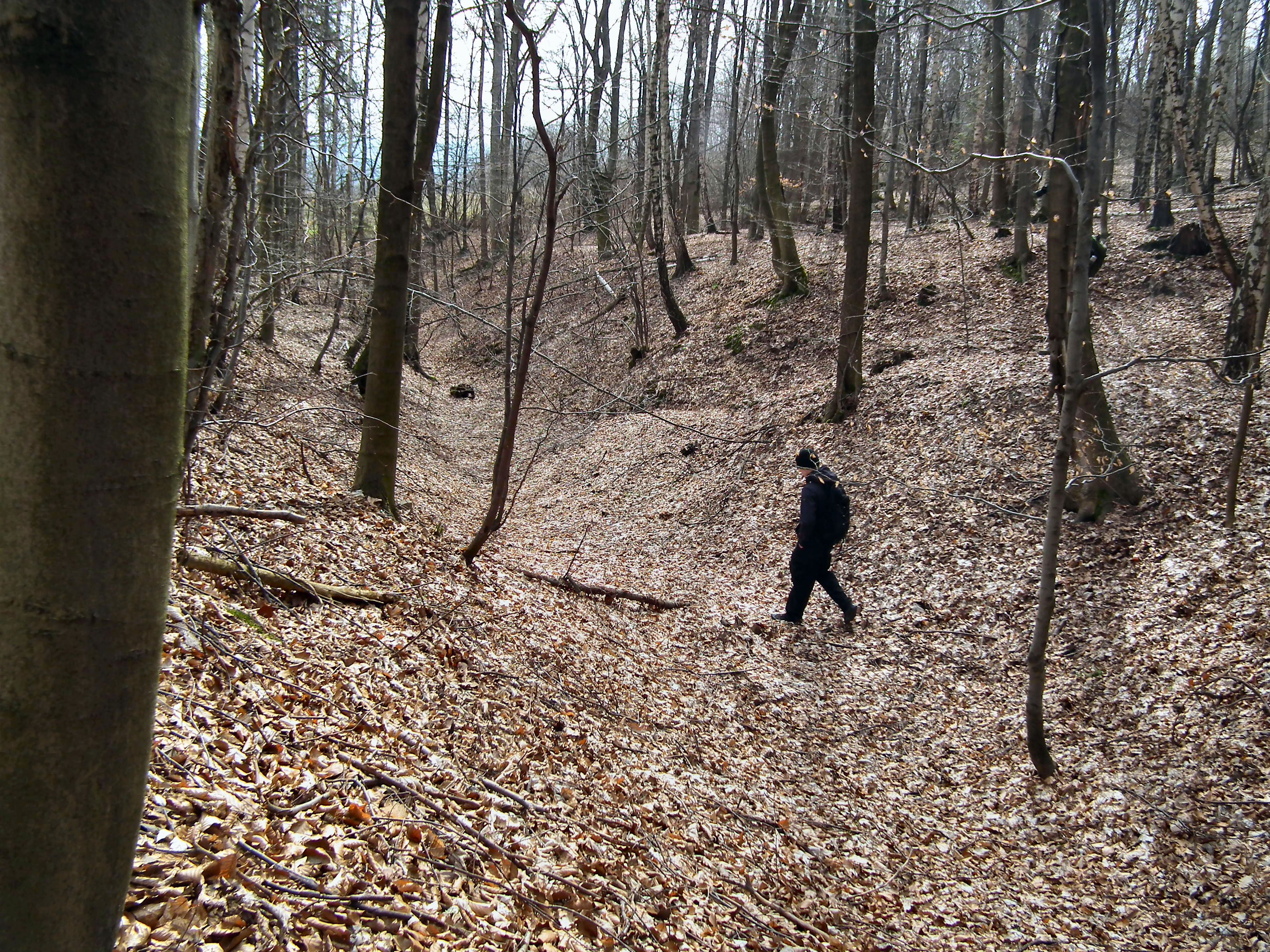
Widok jednej z form linijnych Diabelskiej Kręgielni.

### Geneza

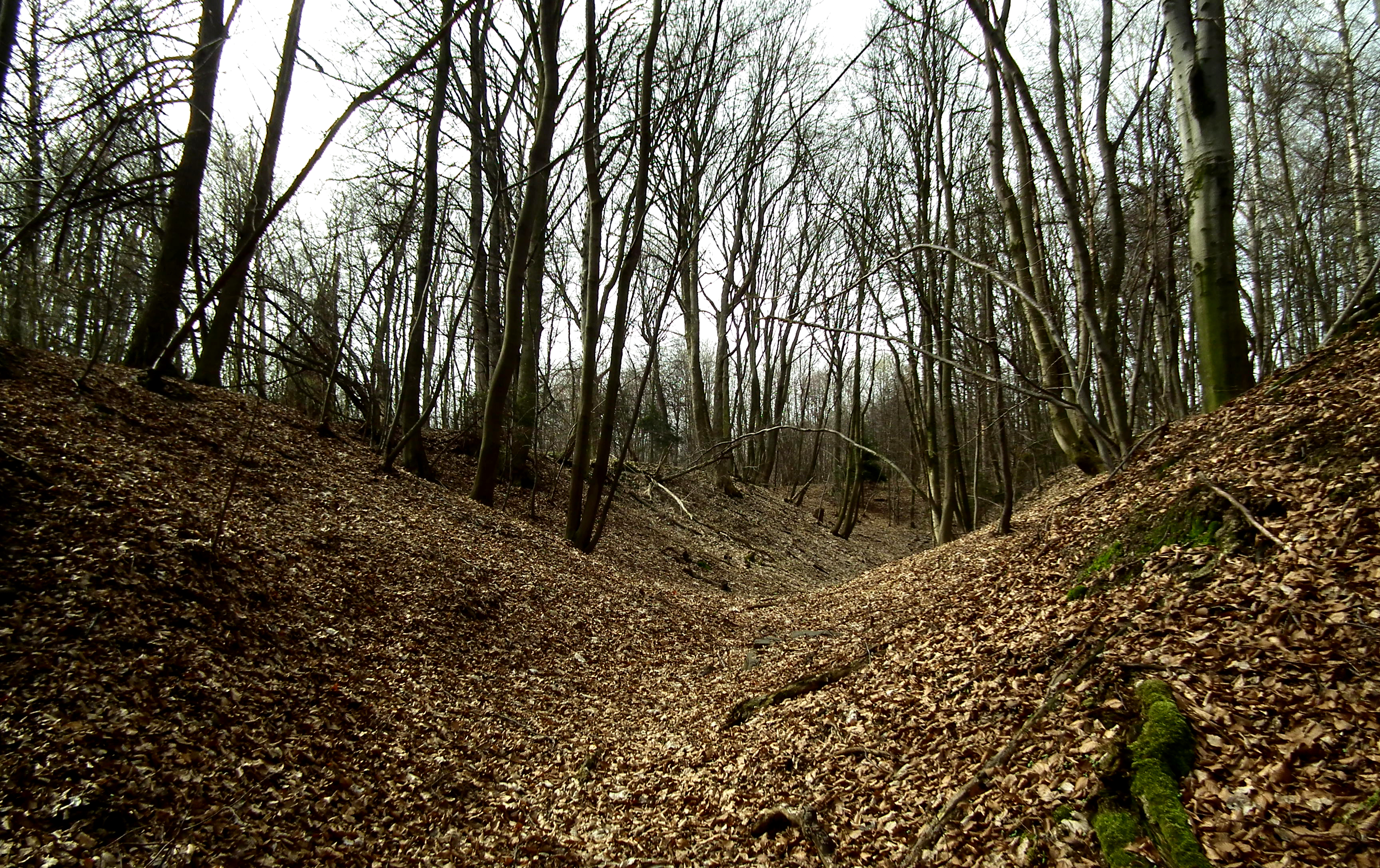
Diabelska Kręgielnia

Historia powstania Diabelskiej Kręgielni jest złożona, jednak działalność antropogeniczna odegrała tu istotną rolę. Wąwozy te można nazwać głębocznicami – wąwozami drogowymi, gdyż ich powstanie wiąże się z pogłębianiem dróg gruntowych wskutek ich intensywnego użytkowania. Najprawdopodobniej zdegradowane szlaki komunikacyjne przenoszono w sąsiednie miejsca, co doprowadziło do powstania sieci równoległych głębokich linijnych rozcięć erozyjnych. Zagłębienia te pogłębiają się w trakcie ulew i deszczów nawalnych, a także w czasie roztopów.

## Turystyka

### Szlaki turystyczne
Wzgórza Strzelińskie pokryte są bogato siecią szlaków turystycznych, żaden z nich nie prowadzi jednak bezpośrednio przez teren Diabelskiej Kręgielni. Najłatwiej dostać się do Diabelskiej Kręgielni kierując się na Gromnik:
- szlakiem czerwonym (Strzelin – Paczków);
- szlakiem zielonym (Grodków – Henryków);
- szlakiem żółtym (Biały Kościół – Przeworno).

### Geostanowisko
Diabelska Kręgielnia to geostanowisko nr 95 Geoparku Przedgórze Sudeckie. Można dostać się tu rowerem. Obiekt oznaczono jako łatwo dostępny, należy jednak zachować szczególną ostrożność podczas poruszania się w obrębie samej sieci wąwozów.

### Geocaching
Na terenie Diabelskiej Kręgielni, na wysokości 304 m n.p.m. znajduje się cache pt. Tu Czirn z diabłem grał w kręgle o duszę. Skrzynkę ukryto 25.03.2017 r.

## Podanie ludowe

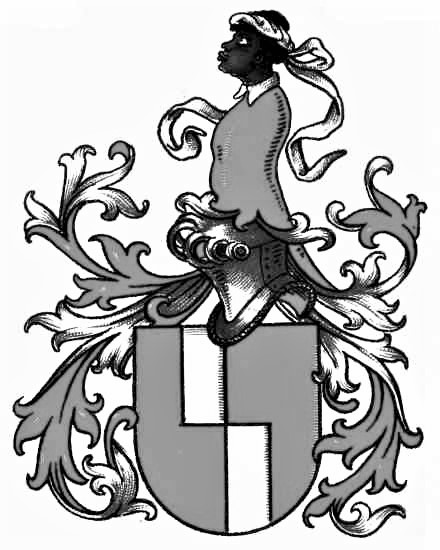
Herb Jana von Czirn

O Diabelskiej Kręgielni krąży legenda jakoby Jan Czirna, pan zamku na Gromniku, zaprzedał duszę diabłu. Przed swą śmiercią postanowił zagrać z diabłem o duszę w kręgle. Tak powstały długie na kilkaset metrów rowy. Jan Czirna wygrał z diabłem, co doprowadziło diabła do wściekłości. Czart rozrzucił zatem kręgle po całym wzgórzu, a pozostałościami tych kręgli mają być obecne we Wzgórzach Strzelińskich skałki i głazy.